# Stenocora percornuta
Stenocora percornuta – gatunek ważki z rodziny Polythoridae; jedyny przedstawiciel rodzaju Stenocora. Występuje w północno-zachodniej części Ameryki Południowej – w Ekwadorze i Peru.